# 阿肯色领地
阿肯色领地（英語：Territory of Arkansas），美国历史上的合并建制领土，存续时间为1819年7月4日至1836年6月15日。1836年6月15日，阿肯色领地加入联邦，成为阿肯色州。